# Schizanthus grahamii
Schizanthus grahamii är en potatisväxtart som beskrevs av John Gillies. Schizanthus grahamii ingår i släktet fjärilsblomsterssläktet, och familjen potatisväxter. Inga underarter finns listade i Catalogue of Life.

## Bildgalleri

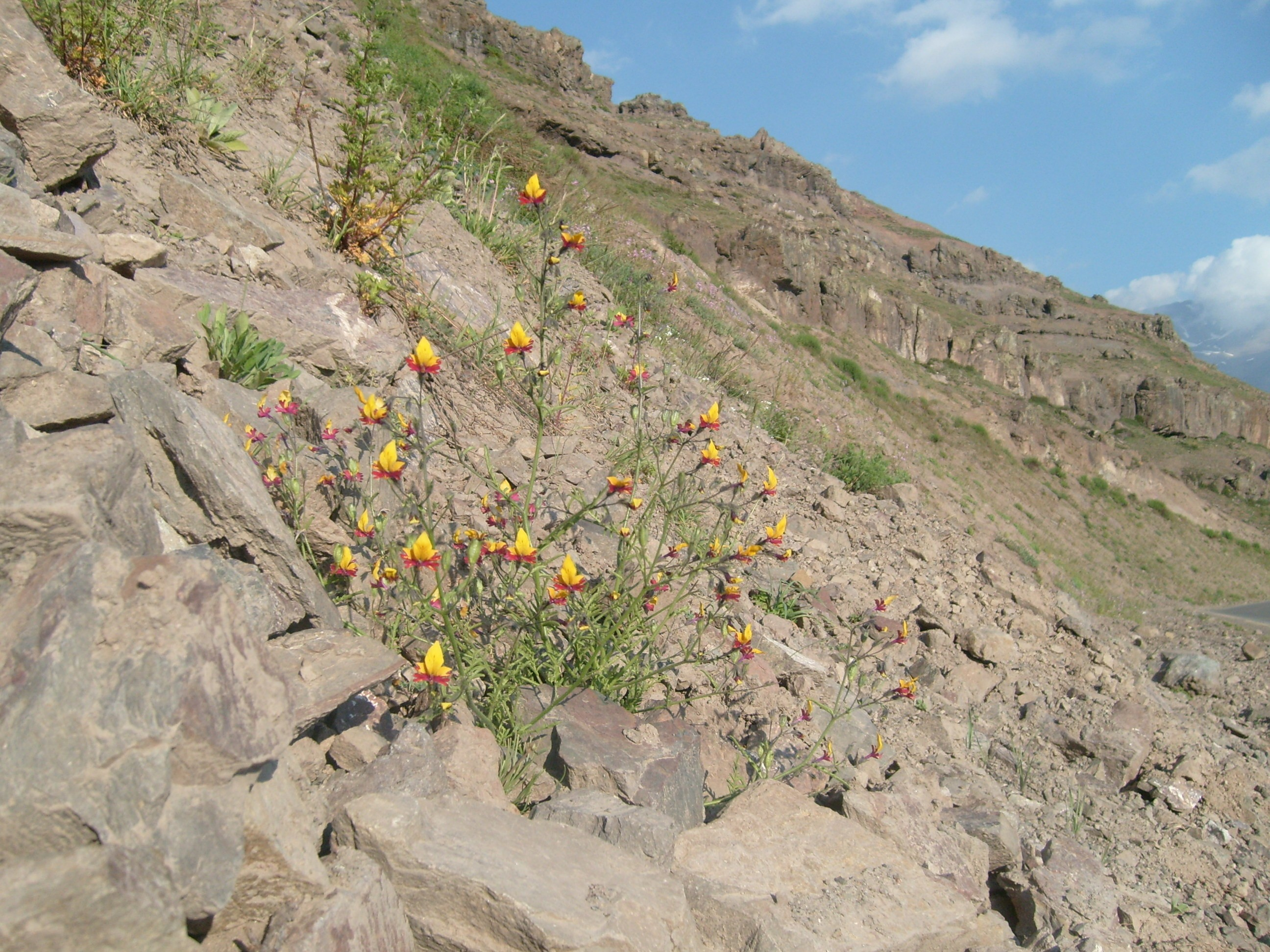
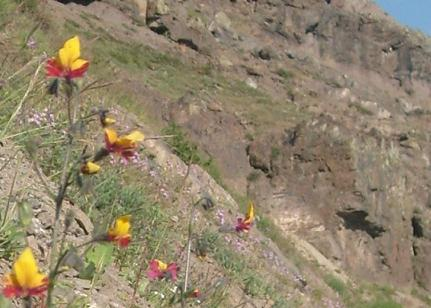
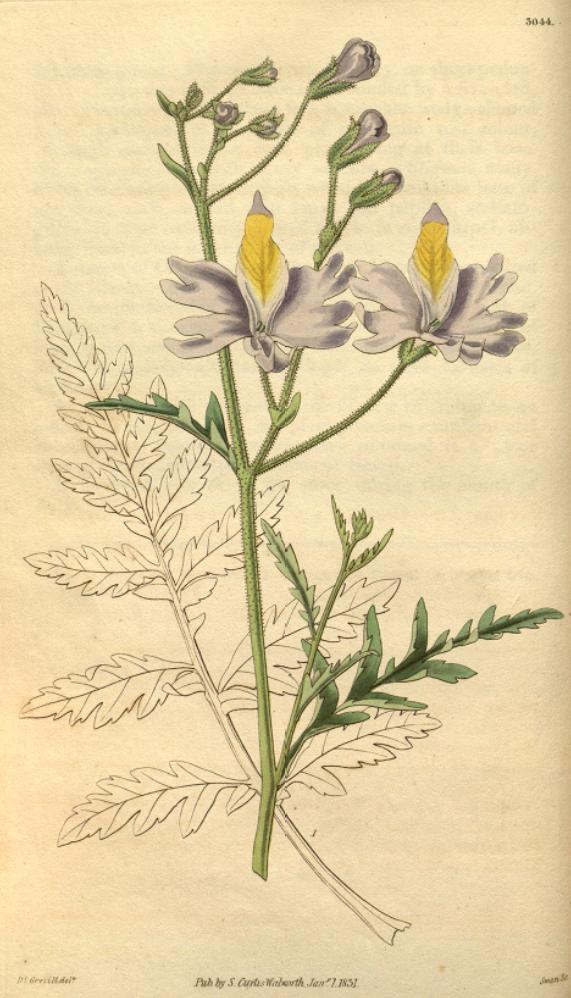